# Ernesto I di Brunswick-Lüneburg
Ernesto I di Brunswick-Lüneburg, conosciuto come Ernesto il Confessore, in tedesco Ernst der Bekenner (Uelzen, 15 giugno 1497 – Celle, 11 gennaio 1546), fu duca di Brunswick-Lüneburg e un paladino della causa protestante durante i primi anni della Riforma. Fu principe di Lüneburg e governò il ramo di Lüneburg-Celle del ducato di Brunswick-Lüneburg del casato di Welfen, dal 1520 fino alla sua morte.
Era figlio di Enrico I, duca di Luneburgo (Lüneburg in tedesco), e di Margherita di Sassonia, figlia a sua volta dell'elettore Ernesto di Sassonia.

## Biografia
Nacque nel 1497 a Uelzen, nell'attuale Bassa Sassonia. Nel 1512 venne inviato a Wittenberg alla corte del fratello di sua madre, l'elettore di Sassonia, Federico III di Wettin detto "il Saggio", dove venne educato da Georg Burkhardt presso l'Università di Wittenberg; rimase presso lo zio durante tutto il periodo dell'inizio della Riforma protestante.
Nel 1520, suo padre Enrico venne bandito dall'imperatore Carlo V e abdicò, lasciando il governo del ducato ai suoi due figli, Ottone ed Ernesto.
Con l'abbandono del governo da parte di Ottone nel 1527, Ernesto divenne l'unico sovrano, sebbene le condizioni dei suoi domini non fossero molto prospere. L'introduzione della Riforma fu favorita da considerazioni pratiche: alla gente comune essa offriva, infatti, l'opportunità di ridurre i privilegi dei nobili e del clero, mentre all'aristocrazia offriva la possibilità di aumentare le proprie rendite con le proprietà della Chiesa e dei monasteri. Il precursore della Riforma a Luneburgo fu un certo Wolf Cyclop, un medico di Zwickau; altri uomini lo seguirono, come Gottschalk Cruse, Heinrich Bock e Matthäus Mylow.
Ernesto era incline ad agire ponderatamente, ma nel 1525 la guerra dei contadini tedeschi gli diede l'occasione di chiedere ai monasteri l'elenco delle loro proprietà e di acconsentire alla presenza dei predicatori protestanti. Diede quindi all'elettore di Sassonia la propria disponibilità a sostenere la causa protestante. Dopo un tentativo del 1527 del partito cattolico di restaurare suo padre, fallito, la sua azione a favore della Riforma divenne sempre più decisa.
Nel luglio 1527 venne adottato il primo libro disciplinare protestante, steso dai predicatori di Celle e in una dieta tenutasi in agosto venne affermato che «la pura parola di Dio dovrebbe venir predicata ovunque senza aggiunte ad opera degli uomini». Tra il 1527 ed il 1530 pastori luterani vennero introdotti in numerose parrocchie e monasteri, non senza un certo grado di coercizione in alcuni casi.
Il duca si recò ad Augusta nel 1530 e firmò la Confessione augustana. Tornò con Urbanus Rhegius, che operò per la diffusione della Riforma e la introdusse nella città di Luneburgo. Il più grande e ricco monastero della regione, San Michele a Luneburgo, accettò il nuovo credo dopo la morte dell'abate Boldewin nel 1532. Rhegius morì nel 1541 e gli successe Martin Ondermark, che completò il lavoro del suo predecessore.
I predicatori erano ben disposti nei confronti della religione riformata, mentre il popolo era attaccato alla tradizione e solo gradualmente si adattò alla nuova fede. Dopo il 1530 Ernesto I divenne il più influente principe della Germania settentrionale: per riportare l'ordine, inviò Rhegius ad Hannover, dove la Riforma minacciava di trasformarsi in una rivoluzione, e nelle città della Vestfalia rafforzò il partito protestante, tanto contro i cattolici quanto contro gli entusiasti (benché a Münster i suoi sforzi si rivelassero vani). La sua influenza venne sentita anche in Pomerania e nel Meclemburgo, ad Hoya e nella Frisia orientale.
Fu noto per i suoi incessanti sforzi a favore della Lega di Smalcalda: indusse numerose città della Germania del Nord, quali Amburgo, Brema, Braunschweig, Gottinga ed altre, ad unirsi alla lega e fece spesso da mediatore nei casi in cui vi era la minaccia di una rottura tra il cautissimo Elettore di Sassonia e il testardo Filippo I d'Assia.
Nonostante avesse utilizzato in alcuni casi misure drastiche per raggiungere i suoi obiettivi, e fosse mosso dal desiderio di esaltare il suo ruolo di governatore oltre che da motivi più elevati, nel complesso fu fedele al suo motto: «aliis inseruiendo corcsumor».
Alla sua morte, i suoi quattro figli maschi erano ancora minorenni, ma la Chiesa protestante di Luneburgo era così saldamente ancorata che essa fu in grado di sopravvivere anche al periodo della reggenza e a quello della guerra di Smalcalda.

## Discendenza
Il 2 giugno 1528, a Schwerin, Ernesto sposò Sofia, figlia del duca Enrico V di Meclemburgo-Schwerin, e di Ursula del Brandeburgo. Essi ebbero otto figli che raggiunsero l'età adulta:
- Francesco Ottone (1530-1559);
- Federico (1532-1553);
- Enrico III (1533-1598);
- Margherita (1534-1596), sposò Giovanni, conte di Mansfeld See;
- Guglielmo VI (1535-1592);
- Elisabetta Ursula (1539-1586), sposò Ottone IV, conte di Schaumburg-Pinneburg;
- Maddalena Sofia (1540-1586), sposò Arnoldo, conte di Bentheim-Steinfurt;
- Sofia (1541-1631), sposò Poppone XVIII, conte di Henneberg-Schleusingen.

## Ascendenza
|                                 |                         |                                  | Genitori                          |  |  | Nonni |  |  | Bisnonni                          |  |  | Trisnonni                        |  |
|                                 |                         |                                  |                                   |  |  |       |  |  | Federico II di Brunswick-Lüneburg |  |  | Bernardo I di Brunswick-Lüneburg |  |
|                                 |                         |                                  |                                   |  |  |       |  |  | Federico II di Brunswick-Lüneburg |  |  | Bernardo I di Brunswick-Lüneburg |  |
|                                 |                         | Margherita di Sassonia           |                                   |  |  |       |  |  | Federico II di Brunswick-Lüneburg |  |  |                                  |  |
| Ottone V di Brunswick-Lüneburg  |                         |                                  |                                   |  |  |       |  |  | Federico II di Brunswick-Lüneburg |  |  |                                  |  |
|                                 |                         | Maddalena di Hohenzollern        | Federico I di Brandeburgo         |  |  |       |  |  |                                   |  |  |                                  |  |
|                                 |                         | Maddalena di Hohenzollern        | Federico I di Brandeburgo         |  |  |       |  |  |                                   |  |  |                                  |  |
|                                 |                         | Maddalena di Hohenzollern        | Elisabetta di Baviera-Landshut    |  |  |       |  |  |                                   |  |  |                                  |  |
| Enrico I di Brunswick-Lüneburg  |                         | Maddalena di Hohenzollern        |                                   |  |  |       |  |  |                                   |  |  |                                  |  |
|                                 |                         | Giovanni IV di Nassau-Dillenburg | Engelberto I di Nassau-Dillenburg |  |  |       |  |  |                                   |  |  |                                  |  |
|                                 |                         | Giovanni IV di Nassau-Dillenburg | Engelberto I di Nassau-Dillenburg |  |  |       |  |  |                                   |  |  |                                  |  |
|                                 |                         | Giovanni IV di Nassau-Dillenburg | Giovanna di Wassenaer             |  |  |       |  |  |                                   |  |  |                                  |  |
| Anna di Nassau-Dillenburg       |                         | Giovanni IV di Nassau-Dillenburg |                                   |  |  |       |  |  |                                   |  |  |                                  |  |
|                                 |                         | Maria van Loen-Heinsberg         | Giovanni II di Loen e Heinsberg   |  |  |       |  |  |                                   |  |  |                                  |  |
|                                 |                         | Maria van Loen-Heinsberg         | Giovanni II di Loen e Heinsberg   |  |  |       |  |  |                                   |  |  |                                  |  |
|                                 |                         | Maria van Loen-Heinsberg         | Anna di Solms-Braunfels           |  |  |       |  |  |                                   |  |  |                                  |  |
| Ernesto I di Brunswick-Lüneburg |                         | Maria van Loen-Heinsberg         |                                   |  |  |       |  |  |                                   |  |  |                                  |  |
|                                 | Federico II di Sassonia | Federico I di Sassonia           |                                   |  |  |       |  |  |                                   |  |  |                                  |  |
|                                 | Federico II di Sassonia | Federico I di Sassonia           |                                   |  |  |       |  |  |                                   |  |  |                                  |  |
|                                 | Federico II di Sassonia | Caterina di Brunswick-Lüneburg   |                                   |  |  |       |  |  |                                   |  |  |                                  |  |
| Ernesto di Sassonia             | Federico II di Sassonia |                                  |                                   |  |  |       |  |  |                                   |  |  |                                  |  |
|                                 |                         | Margherita d'Austria             | Ernesto I d'Asburgo               |  |  |       |  |  |                                   |  |  |                                  |  |
|                                 |                         | Margherita d'Austria             | Ernesto I d'Asburgo               |  |  |       |  |  |                                   |  |  |                                  |  |
|                                 |                         | Margherita d'Austria             | Cimburga di Masovia               |  |  |       |  |  |                                   |  |  |                                  |  |
| Margherita di Sassonia          |                         | Margherita d'Austria             |                                   |  |  |       |  |  |                                   |  |  |                                  |  |
|                                 |                         | Alberto III di Baviera           | Ernesto di Baviera-Monaco         |  |  |       |  |  |                                   |  |  |                                  |  |
|                                 |                         | Alberto III di Baviera           | Ernesto di Baviera-Monaco         |  |  |       |  |  |                                   |  |  |                                  |  |
|                                 |                         | Alberto III di Baviera           | Elisabetta Visconti               |  |  |       |  |  |                                   |  |  |                                  |  |
| Elisabetta di Baviera           |                         | Alberto III di Baviera           |                                   |  |  |       |  |  |                                   |  |  |                                  |  |
|                                 |                         | Anna di Braunschweig-Grubenhagen | Eric I di Brunswick-Grubenhagen   |  |  |       |  |  |                                   |  |  |                                  |  |
|                                 |                         | Anna di Braunschweig-Grubenhagen | Eric I di Brunswick-Grubenhagen   |  |  |       |  |  |                                   |  |  |                                  |  |
|                                 |                         | Anna di Braunschweig-Grubenhagen | Elisabetta di Brunswick-Göttingen |  |  |       |  |  |                                   |  |  |                                  |  |
|                                 |                         | Anna di Braunschweig-Grubenhagen |                                   |  |  |       |  |  |                                   |  |  |                                  |  |